# Kyanonikelnatany

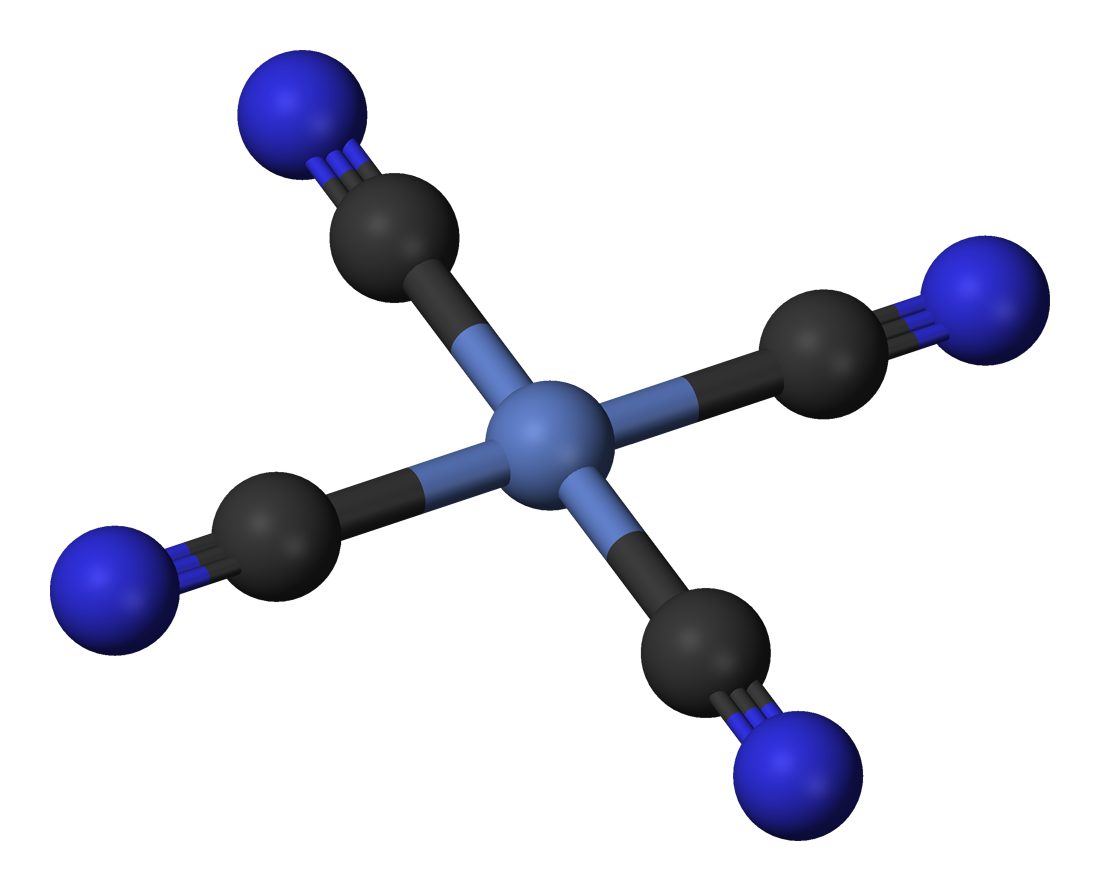
Čtyři kyanoskupiny v tetrakyanonikelnatanovém iontu, uspořádané do tvaru čtverce

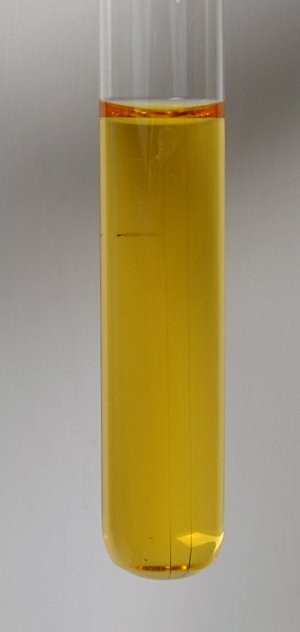
Roztok tetrakyanonikelnatanu draselného

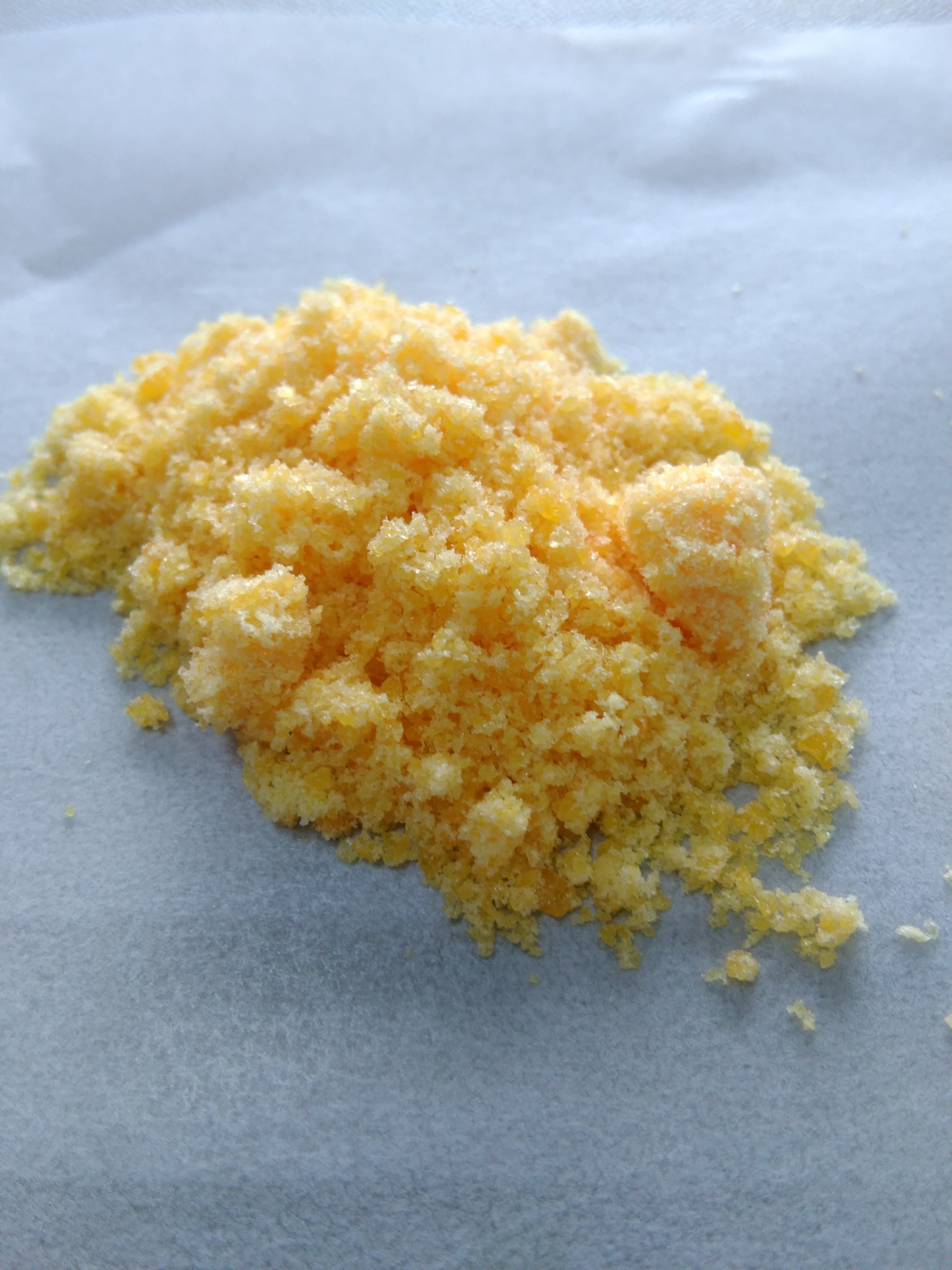
Pevný tetrakyanonikelnatan draselný

Kyanonikelnatany jsou komplexní sloučeniny obsahující atomy niklu a kyano ligandy. Nejvýznamnější z nich jsou tetrakyanonikelnatany, obsahující na každý atom niklu čtyři kyanidové skupiny, čímž vzniká anion [Ni(CN)4]2−, v němž jsou kyanidové ionty uspořádány do tvaru čtverce. Lze je získat v podobě roztoků i jako pevné soli. Symetrie iontu je D4h. Vzdálenosti uhlíkových atomů od niklu jsou 187 pm a od dusíků jsou uhlíky vzdáleny o 116 pm. Tetrakyanonikelnatany v roztocích mohou být elektrochemicky zoxidovány na tetrakyanoniklitany, [Ni(CN)4]−. [Ni(CN)4]− je nestálý a Ni3+ oxiduje kyanidy na kyanatany (OCN−). Tetrakyanoniklitanový ion na sebe může navázat další dva kyanidové ligandy a vytvořit tak hexakyanoniklitan.
Spojením s alkyldiaminy a s dalšími ionty kovů mohou tetrakyanonikelnatany vytvořit klecovité struktury, které jsou schopné zachycovat organické molekuly; vznikají tak struktury zvané Hofmannovy klatráty.
Pokud má kation silné redukční účinky, jako to je například u Yb2+, tak může redukovat [Ni(CN)4]2− na [Ni2(CN)6]4−, kde má atom niklu oxidační číslo +1.

## Příklady
| Vzorec                      | Název                                                | Oxidační číslo Ni | Struktura | Poznámky | Reference                                   |
| --------------------------- | ---------------------------------------------------- | ----------------- | --- | --- | ------------------------------------------- |
| Na2[Ni(CN)4]·3H2O           | tetrakyanonikelnatan sodný                           | 2                 | triklinický a = 739,2 pm, b = 889,5 pm, c = 1511 pm , α = 89,12°, β= 87,46°, γ = 84,54° Z=4 V=0,988 nm3 FW=262,81 | oranžový; roviny Ni(CN)4 rovnoběžné | [ 5 ] [ 6 ]                                 |
| K2[Ni(CN)4]·H2O             | monohydrát tetrakyanonikelnatanu draselného          | 2                 | monoklinický | oranžovočervený; dehydratuje se při 110 °C | [ 7 ]                                       |
| K2[Ni(CN)4]                 | tetrakyanonikelnatan draselný                        | 2                 | monoklinický a=429,4 pm, b=768,0 pm, c=1302 pm, β=87°16′                                                          | oranžovožlutý; CN vytváří čtverec okolo Ni | [ 7 ]                                       |
| Ca[Ni(CN)4]·5H2O            | tetrakyanonikelnatan vápenatý                        | 2                 | ortorombický Pcab a=1818 pm, b=1886 pm, c=677,4 pm, Z=8, V=2,195 nm3, hustota 1,774 cm3                           | CN vytváří kolem Ni narušený čtverec; žlutý ve svěle rovnoběžném s krystalovými rovinami, bezbarvý kolmo na roviny | [ 8 ]                                       |
| [Co(H2O)2][Ni(CN)4]·4H2O    | tetrahydrát tetrakyanonikelnatanu diaquakobaltnatého | 2                 | ortorombický a = 1217,8 nm, b = 1388,5 pm, c = 714,3 pm, V = 1,2078 nm3 Z = 4                                     | oranžový molární hmotnost 329,82 g/mol | [ 9 ]                                       |
| [Ni(NH3)2][Ni(CN)4]·C6H6    | Hofmannův klatrát                                    | 2/2               | | benzen lze nahradit některými jinými aromatickými uhlovodíky; oktaedrický nikl může být nahrazen Mn, Fe, Co, Cu, Zn nebo Cd. Čtvercově rovinný nikl lze nahradit Pd nebo Pt. Místo amoniaku lze použít diaminy a monoaminy. | [ 10 ]                                      |
| Rb2[Ni(CN)4]·H2O            | tetrakyanonikelnatan rubidný                         | 2                 | triklinický P1 a = 860,2 pm b = 969,3 pm, c = 1200,6 pm, α = 92,621°, β = 94,263°, γ = 111.79° V = 0,9240 nm3     | oranžový; roviny Ni(CN)4 jsou rovnoběžné | [ 6 ]                                       |
| Sr[Ni(CN)4]·5H2O            | tetrakyanonikelnatan strontnatý                      | 2                 | monoklinický C2/m, a=1035,6 pm, b=1527,2 pm, c=713,3 pm, α=98,55°, V=1,1156 nm3                                   | oranžový; roviny Ni(CN)4 rovnoběžné | [ 6 ]                                       |
| [Cd(H2O)2][Ni(CN)4]·4H2O    | tetrahydrát tetrakyanonikelnatanu diaquakademnatého  | 2                 | orthorombický Pnma, a = 1239,3 pm, b = 1427,8 pm, c = 742,7 pm, Z = 4, V=1,314 nm3, hustota 1,937 g/cm3           | molární hmotnost 383,27 g/mol | [ 10 ]                                      |
| Cs2[Ni(CN)4]·1.05H2O        | tetrakyanonikelnatan cesný                           | 2                 | hexagonální, P61, a = 952,6 pm, c = 1904,3 pm, V = 1,4965 nm3 Z=6                                                 | žlutý; roviny Ni(CN)4 vytvářejí spirálu | [ 11 ]                                      |
| CsKNi(CN)4                  | tetrakyanonikelnatanb cesno-draselný                 | 2                 | triklinický a = 742,1 pm, b = 862,6 pm, c = 936,4 pm, α = 60,64°,β = 70,88°, y = 70,88°, Z = 2                    | oranžový | [ 12 ]                                      |
| Ba[Ni(CN)4]·4H2O            | tetrakyanonikelnatan barnatý                         | 2                 | monoklinický | červený | [ 13 ]                                      |
| (dmf)4EuNi(CN)4             | tetrakyanonikelnatan europnatý                       | 2                 | triklinický, P1̄, a = 890,2 pm, b = 1094,7 Å, c = 1246,4 Å, α = 82,99°, β = 86,86°, γ = 84,92°, Z = 2              | | [ 4 ]                                       |
| Tl2[Ni(CN)4]·1,05H2O        | tetrakyanonikelnatan thallný                         | 2                 | monoklinický a = 615,4 pm b = 728,2 pm c = 939,6 pm β = 104,29° V = 0,408 nm3 Z = 2 hustota 4,652 g/cm3           | žlutooranžový; obsahuje řetězce TlNi | [ 12 ]                                      |
| (UO2)2(dmso)4(OH)2[Ni(CN)4] |                                                      | 2                 | monoklinický C2/c a = 2152,2 pm, b = 1025,31 pm, c = 1331,70 pm, β = 111,943° V = 2,7258 nm3                      | žlutý | [ 14 ]                                      |
| K4[(CN)3Ni-Ni(CN)3]         | hexakyanodinikelnatan draselný                       | 1                 | | | Také bývá označován jako „Bellucciova sůl“. |